# Ernst Heinrich von Dechen
Ernst Heinrich Karl von Dechen, född 25 mars 1800 i Berlin, död 15 februari 1889 i Bonn, var en tysk geolog.
Dechen blev 1831 överbergsråd och 1834 professor i bergsvetenskap i Berlin, 1841 bergshauptman i Bonn och var 1860-64 överbergshauptman där. Han gjorde en betydande insats för utredandet av Rhenprovinsens och Westfalens geologi; särskilt ägnade han sin uppmärksamhet åt vulkanerna, eruptionsbergarterna och malmförekomsterna.
År 1855 påbörjade han, på offentligt uppdrag, en systematisk specialundersökning av de nämnda länderna, och utarbetade som resultat därav en geologisk atlas om 35 blad i skalan 1:80 000 samt två digra band upplysande text (Erläuterungen zur geologischen Karte der Rheinprovinz und der Provinz Westfalen, två band, 1870-84). Kartan var den första geologiska karta i så stor skala över en så ansenlig del av Tyskland. En översiktskarta i skalan 1:500 000 utgavs i en andra upplaga 1883.

## Övriga skrifter (i urval)
- Geognostischer Führer im Siebengebirge am Rhein (1861)
- Geognostischer Führer zu dem Laacher See und seiner vulkanischen Umgebung (1864)
- Die nutzbaren Mineralien und Gebirgsarten im Deutschen Reiche (1873)